# Klášterec nad Ohří
Klášterec nad Ohří (tyska: Klösterle an der Eger) är en stad i regionen Ústí nad Labem i nordvästra Tjeckien. Staden är belägen cirka 320 meter över havet. Ytan uppgår till 53,8 kvadratkilometer, och staden hade 14 730 invånare i början av 2016.
Klášterec nad Ohří är belägen på slättlandet vid floden Ohře vilken separerar Erzgebirge från Doupovbergen. Platsen omnämndes första gången i ett dokument från 1352. Staden är en känd spastad.